# Магістраль М2 (Білорусь)
Магістраль М2 — автомагістраль в Білорусі, що сполучає місто Мінськ та Національний аеропорт Мінськ. Починається як продовження проспекту Незалежності від Мінської кільцевої автомобільної дороги М9, на схід до Кургану Слави та повертає до аеропорту (пряме продовження автомагістралі — автошлях Р53). На першій ділянці автомагістралі швидкість руху становить 90 км/год, на другій — 120 км/год. На всьому протязі автомагістраль освітлена та має 4 смуги для руху.